# Servië en Montenegro op de Olympische Zomerspelen 2004
Servië en Montenegro debuteerde op de Olympische Spelen tijdens de Olympische Zomerspelen 2004 in Athene. Het was de enige deelname aan de Zomerspelen na het uiteenvallen van Joegoslavië. In 2007 splitste Montenegro zich af en deden in het vervolg zowel Servië als Montenegro met een apart team mee aan de Spelen.

## Medailleoverzicht
| Sport       | Olympiër       | Discipline            | Medaille |
| ----------- | -------------- | --------------------- | -------- |
| Schietsport | Jasna Šekarić  | 10 m luchtpistool (v) | Zilver   |
| Waterpolo   | Olympisch team | mannen                | Zilver   |

## Resultaten en deelnemers per onderdeel

### Atletiek
Mannen, 110 meter horden:
- Nenad Loncar
  - Eerste ronde: 14.02 s (8e in serie 1, ging niet verder, 46e overall)

Mannen, hoogspringen:
- Dragutin Topić
  - Kwalificatie: 2.28 m (6e in groep A, gekwalificeerd, T-9e overall)
  - Finale: 2.29 m (10e overall, ging niet verder)

Kogelstoten, mannen:
- Dragan Perić
  - Kwalificatie: 18.91 m (17e in groep B, ging niet verder, 32e overall)

Mannen, 20 km snelwandelen:
- Predrag Filipović
  - 1:31:35 (39e overall)

Mannen, 50 km snelwandelen:
- Aleksandar Raković
  - 4:02:06 (23e overall)

Vrouwen, marathon:
- Olivera Jevtić
  - 2:31:15 (6e overall)

Vrouwen, discuswerpen:
- Dragana Tomašević
  - 54.44 m (20e in groep B, ging niet verder, 38e overall)

### Basketbal
Mannen:
- Spelers
  - Vule Avdalovic
  - Milos Vujanic
  - Dejan Bodiroga 
  - Igor Rakocevic
  - Vlado Scepanovic
  - Aleksandar Pavlovic
  - Vladimir Radmanovic
  - Predrag Drobnjak
  - Nenad Krstic
  - Đuro Ostojić
  - Petar Popović
  - Dejan Tomašević
- Groep A
  - Verloor van Spanje (68 - 76)
  - Versloeg Italië (74 - 72)
  - Verloor van Argentinië (82 - 83)
  - Verloor van China (66 - 67)
  - Verloor van Nieuw-Zeeland (87 - 90)
- 6e in de groep, ging niet verder (1 W, 4 L, 377 PF, 388 PA)
  - 11e Plaats klassificatie: Versloeg Angola (85 - 62) (11e overall)

### Kanovaren

#### Vlakwater
Mannen, k2 500 m:
- Ognjen Filipović en Dragan Zorić
  - Serie: 1:31.985 (3e in serie 3, ging door naar de halve finale)
  - Halve finale: 1:32.150 (4e in halve finale 1, ging niet verder, 11e overall)

Mannen, k2 1.000 m:
- Ognjen Filipović en Dragan Zorić
  - Serie: 3:19.299 (6e in serie 2, ging door naar de halve finale)
  - Halve finale: 3:58.793 (8e in halve finale, ging niet verder, 14e overall)

### Judo
Mannen, tot 66 kg:
- Miloš Mijalković
  - Laatste 32: Versloeg Murat Kalikulov uit Oezbekistan (Obitori-gaeshi; waza-ari)
  - Laatste 16: Verloor van Muratbek Kipshakbayev uit Kazachstan (Morote-gari; koku)

### Roeien
Mannen, twee-zonder-stuurman:
- Nikola Stojic en Mladen Stegic
  - Serie: 6:58.11 (2e in serie 1, ging door naar de halve finale A/B)
  - Halve finale A/B: 6:27.50 (2e in halve finale A/B, ging door naar de finale A)
  - Finale: 6:39.74 (5e overall)

Mannen, lichtgewicht vier-zonder-stuurman
- Veljko Urosevic, Nenad Babovic, Goran Nedeljkovic en Milos Tomic
  - Serie: 5:56.12 (4e in serie 1, ging door naar de herkansing)
  - Herkansing: 5:54.27 (2e in herkansing, ging door naar de halve finale A/B
  - Halve finale A/B: 6:00.07 (5e in halve finale A/B, ging door naar de finale B)
  - B-finale: 6:19.00 (1e in finale B, 7e overall)

### Schieten
Mannen, 50 meter geweer 3 posities:
- Stevan Pletikosic
  - Kwalificatie: 1153 punten (Prone: 390 punten, staand: 382 punten, geknield: 381 punten) (28e overall, ging niet verder)

Mannen, 50 meter kleinkalibergeweer:
- Stevan Pletikosic
  - Kwalificatie: 586 punten (T-42e overall, ging niet verder)

Mannen, 10 meter luchtgeweer:
- Stevan Pletikosic
  - Kwalificatie: 586 punten (T-39e overall, ging niet verder)

Mannen, 50 meter pistool:
- Andrija Zlatic
  - Kwalificatie: 546 punten (32e overall, ging niet verder)

Mannen, 10 meter luchtpistool:
- Andrija Zlatic
  - Kwalificatie: 579 punten (13e overall, ging niet verder)

Vrouwen, 25 meter pistool:
- Jasna Šekarić
  - Kwalificatie: 579 punten (9e overall, ging niet verder)

Vrouwen, 10 meter luchtpistool:
- Jasna Šekarić
  - Kwalificatie: 387 punten (1e overall, gekwalificeerd)
  - Finale: 96.3 punten (Totaal: 483.3, Shootoff: 9.4) (Zilver)

### Tafeltennis
Mannen, enkelspel:
- Slobodon Grujic
  - Eerste ronde: bye
  - Tweede ronde: Verloor van Song Liu uit Argentinië (7 - 11, 11 - 7, 10 - 12, 5 - 11, 4 - 11)
- Aleksandar Karaksevic
  - Eerste ronde: Versloeg Khalid Al-Harbi uit Saoedi-Arabië (11 - 9, 11 - 3, 11 - 3, 11 - 5)
  - Tweede ronde: Versloeg Johnny Huang uit Argentinië (7 - 11, 11 - 8, 11 - 5, 9 - 11, 11 - 9, 11 - 9)
  - Ronde 3: Verloor van (16) Jan-Ove Waldner uit Zweden (11 - 13, 9 - 11, 11 - 5, 6 - 11, 12 - 10, 9 - 11)

Mannen, dubbelspel:
- (7) Slobodon Grujic en Aleksandar Karakašević
  - Eerste ronde: bye
  - Tweede ronde: bye
  - Ronde 3: Versloeg Akira Kito en Toshio Tasaki uit Japan (11 - 9, 9 - 11, 11 - 9, 12 - 10, 12 - 10)
  - Kwartfinale: Verloor van (3) Ko Lai Chak en Li Ching uit Hongkong (11 - 6, 10 - 12, 11 - 6, 13 - 11, 11 - 9)

Vrouwen, enkelspel:
- Silvija Erdelji
  - Eerste ronde: Versloeg Nesrine Ben Kahia uit Tunesië (11 - 3, 11 - 1, 11 - 3, 11 - 7)
  - Tweede ronde: Verloor van Jing Jun Hong uit Singapore (3 - 11, 8 - 11, 12 - 10, 4 - 11, 11 - 4, 6 - 11)

### Tennis
Vrouwen, enkelspel:
- Jelena Janković
  - Eerste ronde: Verloor van Fabiola Zuluaga uit Colombia (4 - 6, 1 - 6)

### Voetbal
Mannen:
- Spelers
  - Doelverdedigers
    - Aleksandar Canovic
    - Nikola Milojevic

  - Verdedigers
    - Milan Biševac
    - Djordje Jokić
    - Marko Baša
    - Branko Lazarević
    - Marko Lomić
    - Bojan Neziri
    - Milan Stepanov

  - Middenvelders
    - Miloš Krasić
    - Goran Lovre
    - Igor Matić
    - Dejan Milovanović
    - Branimir Petrović
    - Simon Vukčević

  - Aanvallers
    - Andrija Delibasic
    - Nikola Nikezić
    - Srdan Radonjić
- Reserves
  - Vladimir Disljenković (doelman)
  - Nikola Jozić (verdediger)
  - Marko Perović (middenvelder)
  - Dragan Stancić (middenvelder)
- Groep C
  - Verloor van Argentinië (0 - 6)
  - Verloor van Australië (1 - 5) (Srdan Radonjić 72')
  - Verloor van Tunesië (2 - 3) (Miloš Krasić 70', Simon Vukčević 87')
- 3e in de groep, ging niet verder (0 punten, 3 GF, 14 GA, -11 GD, 16e overall)

### Volleybal

#### Indoor
Mannen:
Spelers
- - Vladan Djordjević
  - Andrija Gerić
  - Nikola Grbić Aanvoerder
  - Vladimir Grbić
  - Ivan Ilić
  - Milan Marković
  - Đula Mešter
  - Vasa Mijić Spelverdeler
  - Ivan Miljković
  - Aleksandar Mitrović
  - Milan Vasić
  - Goran Vujević
- Groep A
  - Verloor van Polen (21 - 25, 17 - 25, 16 - 25)
  - Versloeg Frankrijk (25 - 21, 30 - 28, 25 - 22)
  - Versloeg Tunesië (25 - 16, 25 - 18, 25 - 21)
  - Versloeg Argentinië (21 - 25, 25 - 17, 25 - 21, 25 - 23)
  - Versloeg Griekenland (21 - 25, 36 - 38, 25 - 13, 23 - 25, 15 - 12)
- 1e in de groep, gekwalificeerd (9 punten, 12 SW, 6 SL, 427 PW, 398 PL)
- Kwartfinale: Verloor van Rusland (27 - 29, 25 - 23, 25 - 27, 26 - 28)

### Waterpolo
Mannen:
Spelers
- - Nikola Kuljaca
  - Denis Šefik
  - Predrag Jokic
  - Dejan Savic
  - Vladimir Vujasinovic 
  - Aleksandar Ciric
  - Danilo Ikodinovic
  - Vladimir Gojkovic
  - Aleksandar Šapić
  - Petar Trbojevic
  - Vanja Udovicic
  - Viktor Jelenic
  - Slobodan Nikic
- Groep A
  - Verloor van Hongarije (4 - 6)
  - Versloeg Rusland (4 - 3)
  - Versloeg Kazachstan (9 - 5)
  - Versloeg Kroatië (11 - 8)
  - Versloeg the Verenigde Staten (9 - 4)
- 2e in de groep, gekwalificeerd (8 punten, 37 GF, 26 GA)
- Kwartfinale: Versloeg Spanje (7 - 5)
- Halve finale: Versloeg Griekenland (7 - 3)
- Finale: Verloor van Hongarije (7 - 8) (Zilver)

### Wielersport

#### Wegwielrennen
Mannen, wegwedstrijd:
- Ivan Stević
  - Niet beëindigd

### Worstelen

#### Grieks-Romeins
Mannen, Grieks-Romeins tot 60 kg:
- Davor Stefanek
  - Groep 4
    - Verloor van Sidney Guzman uit Peru (1 - 3)
    - Verloor van Makoto Sasamoto uit Japan (1 - 3)

  - 3e in groep, ging niet verder (2 TP, 2 CP, 18e overall)

### Zwemmen
Mannen, 50 meter vrije stijl:
- Milorad Čavić
  - Serie: 23.05 s (31e overall, ging niet verder)

Mannen, 100 meter vrije stijl:
- Milorad Čavić
  - Serie: 49.74 s (19e overall, ging niet verder)

Mannen, 200 meter vrije stijl:
- Igor Erhartic
  - Serie: 1:54.21 (48e overall, ging niet verder)

Mannen, 100 meter rugslag:
- Igor Beretic
  - Serie: 59.38 s (40e overall, ging niet verder)

Mannen, 100 meter schoolslag:
- Mladen Tepavcevic
  - Serie: 1:03.52 (29e overall, ging niet verder)

Mannen, 100 meter vlinderslag:
- Milorad Čavić
  - Serie: 52.44 s (4e overall, gekwalificeerd)
  - Serie: 53.12 s (16e overall, ging niet verder)

Mannen, 200 meter vlinderslag:
- Vladan Markovic
  - Serie: 2:04.77 (31e overall, ging niet verder)

Vrouwen, 50 meter vrije stijl:
- Miroslava Najdanovski
  - Serie: 27.18 s (43e overall, ging niet verder)

Vrouwen, 100 meter schoolslag:
- Marina Kuc
  - Serie: 1:11.27 (22e overall, ging niet verder)

Vrouwen, 200 meter schoolslag:
- Marina Kuc
  - Serie: 2:30.39 (13e overall, gekwalificeerd)
  - Halve finale: 2:31.77 (15e overall, ging niet verder)

Afghanistan · Albanië · Algerije · Amerikaanse Maagdeneilanden · Amerikaans-Samoa · Andorra · Angola · Antigua en Barbuda · Argentinië · Armenië · Aruba · Australië · Azerbeidzjan · Bahama's · Bahrein · Bangladesh · Barbados · België · Belize · Benin · Bermuda · Bhutan · Bolivia · Bosnië en Herzegovina · Botswana · Brazilië · Britse Maagdeneilanden · Brunei · Bulgarije · Burkina Faso · Burundi · Cambodja · Canada · Centraal-Afrikaanse Republiek · Chili · China · Chinees Taipei · Colombia · Comoren · Congo-Brazzaville · Congo-Kinshasa · Cookeilanden · Costa Rica · Cuba · Cyprus · Denemarken · Djibouti · Dominica · Dominicaanse Republiek · Duitsland · Ecuador · Egypte · El Salvador · Equatoriaal-Guinea · Eritrea · Estland · Ethiopië · Fiji · Filipijnen · Finland · Frankrijk · Gabon · Gambia · Georgië · Ghana · Grenada · Griekenland · Groot-Brittannië · Guam · Guatemala · Guinee · Guinee‑Bissau · Guyana · Haïti · Honduras · Hongarije · Hongkong · Ierland · IJsland · India · Indonesië · Irak · Iran · Israël · Italië · Ivoorkust · Jamaica · Japan · Jemen · Jordanië · Kaaimaneilanden · Kaapverdië · Kameroen · Kazachstan · Kenia · Kirgizië · Kiribati · Koeweit · Kroatië · Laos · Lesotho · Letland · Libanon · Liberia · Libië · Liechtenstein · Litouwen · Luxemburg · Macedonië · Madagaskar · Malawi · Malediven · Maleisië · Mali · Malta · Marokko · Mauritanië · Mauritius · Mexico · Micronesië · Moldavië · Monaco · Mongolië · Mozambique · Myanmar · Namibië · Nauru · Nederland · Nederlandse Antillen · Nepal · Nicaragua · Nieuw-Zeeland · Niger · Nigeria · Noord-Korea · Noorwegen · Oeganda · Oekraïne · Oezbekistan · Oman · Oostenrijk · Oost‑Timor · Pakistan · Palau · Palestina · Panama · Papoea-Nieuw-Guinea · Paraguay · Peru · Polen · Portugal · Puerto Rico · Qatar · Roemenië · Rusland · Rwanda · Saint Kitts en Nevis · Saint Lucia · Saint Vincent en Grenadines · Salomonseilanden · Samoa · San Marino · Sao Tomé en Principe · Saoedi-Arabië · Senegal · Servië en Montenegro · Seychellen · Sierra Leone · Singapore · Slovenië · Slowakije · Soedan · Somalië · Spanje · Sri Lanka · Suriname · Swaziland · Syrië · Tadzjikistan · Tanzania · Thailand · Togo · Tonga · Trinidad en Tobago · Tsjaad · Tsjechië · Tunesië · Turkije · Turkmenistan · Uruguay · Vanuatu · Venezuela · Verenigde Arabische Emiraten · Verenigde Staten · Vietnam · Wit-Rusland · Zambia · Zimbabwe · Zuid-Afrika · Zuid-Korea · Zweden · Zwitserland